# Inline-Speedskating-Weltmeisterschaften 2014
Die Inline-Speedskating-Weltmeisterschaften fanden vom 6. bis 15. November 2014 im argentinischen Rosario statt. Die erfolgreichsten Teilnehmer waren mit jeweils 3 Goldmedaillen Hellen Montoya und Ho-Chen Yang bei den Frauen sowie Alexis Contin mit 4 Goldmedaillen bei den Herren.

## Frauen
| Distanz              | Gold                                                        | Silber                                                     | Bronze                                    |
| Bahn                 | Bahn                                                        | Bahn                                                       | Bahn                                      |
| -------------------- | ----------------------------------------------------------- | ---------------------------------------------------------- | ----------------------------------------- |
| 300 m Einzelsprint   | Andrea Hellen Montoya                                       | Jercy Puello                                               | Yi-Seul An                                |
| 500 m Sprint         | Jercy Puello                                                | Andrea Hellen Montoya                                      | Erika Zanetti                             |
| 1000 m Sprint        | Andrea Hellen Montoya                                       | Mareike Thum                                               | Soo-Ji Jang                               |
| 10000 m Punkte-Auss. | Johana Viveros                                              | Maira Arias                                                | Ho-Chen Yang                              |
| 15000 m Ausscheidung | Paola Serrano                                               | Francesca Lollobrigida                                     | Guo Dan                                   |
| 3000 m Staffel       | Taiwan Ying-Chu Chen Yu-Ting Huang Meng-Chu Lee             | ArgentinienMaira Arias Melisa Bonnet Rocio Berbel          | SüdkoreaYi-Seul An So-Yeong Shin Seul Lee |
| Straße               |                                                             |                                                            |                                           |
| 200 m Einzelsprint   | Maria José Moya                                             | Jercy Puello                                               | Ingrid Factos                             |
| 500 m Sprint         | Jercy Puello                                                | Andrea Hellen Montoya                                      | Rocio Berbel                              |
| 10000 m Punkte       | Ho-Chen Yang                                                | Paola Serrano                                              | Yi-Seul An                                |
| 20000 m Ausscheidung | Ho-Chen Yang                                                | Maira Arias                                                | Paola Serrano                             |
| 5000 m Staffel       | KolumbienJohana Viveros Paola Serrano Andrea Hellen Montoya | ItalienFrancesca Lollobrigida Andrea Trafeli Erika Zanetti | SüdkoreaSo-Yeong Shin Yi-Seul An Seul Lee |
| Langstrecke          |                                                             |                                                            |                                           |
| 42195 m Marathon     | Ho-Chen Yang                                                | Meng-Chu Lee                                               | Francesca Lollobrigida                    |

## Männer
| Distanz              | Gold                                                     | Silber                                                    | Bronze                                              |
| Bahn                 | Bahn                                                     | Bahn                                                      | Bahn                                                |
| -------------------- | -------------------------------------------------------- | --------------------------------------------------------- | --------------------------------------------------- |
| 300 m Einzelsprint   | Pedro Causil                                             | Myung-Kyu Lee                                             | Juan Pérez                                          |
| 500 m Sprint         | Andres Munoz                                             | Pedro Causil                                              | Elton de Souza                                      |
| 1000 m Sprint        | Alexis Contin                                            | Ewen Fernandez                                            | Ezequiel Capellano                                  |
| 10000 m Punkte-Auss. | Patxi Peula                                              | Alex Cujavante                                            | Ewen Fernandez                                      |
| 15000 m Ausscheidung | Peter Michael                                            | Alexis Contin                                             | Ewen Fernandez                                      |
| 3000 m Staffel       | FrankreichEwen Fernandez Alexis Contin Nicolas Pelloquin | ArgentinienEzequiel Capellano Juan Cruz Araldi Ken Kuwada | SüdkoreaMyung-Kyu Lee Su-Chul Jang Geun-Seong Son   |
| Straße               |                                                          |                                                           |                                                     |
| 200 m Einzelsprint   | Pedro Causil                                             | Ioseba Fernandez                                          | Darren de Souza                                     |
| 500 m Sprint         | Ioseba Fernandez                                         | Pedro Causil                                              | Michel Mulder                                       |
| 10000 m Punkte       | Alexis Contin                                            | Gwang-Ho Choi                                             | Patxi Peula                                         |
| 20000 m Ausscheidung | Ewen Fernandez                                           | Patxi Peula                                               | Gwang-Ho Choi                                       |
| 5000 m Staffel       | NiederlandeMark Horsten Michel Mulder Luc ter Haar       | ArgentinienEzequiel Capellano Juan Cruz Araldi Ken Kuwada | PortugalDiogo Marreiros Martyn Dias Ricardo Esteves |
| Langstrecke          |                                                          |                                                           |                                                     |
| 42195 m Marathon     | Alexis Contin                                            | Ewen Fernandez                                            | Elton de Souza                                      |

## Medaillenspiegel
| Platz | Land                | Gold | Silber | Bronze | Gesamt |
| ----- | ------------------- | ---- | ------ | ------ | ------ |
| 1.    | Kolumbien           | 10   | 8      | 2      | 20     |
| 2.    | Frankreich          | 5    | 3      | 5      | 13     |
| 3.    | Taiwan              | 4    | 1      | 1      | 6      |
| 4.    | Spanien             | 2    | 2      | 1      | 5      |
| 5.    | Niederlande         | 1    | 0      | 1      | 2      |
| 6.    | Chile               | 1    | 0      | 0      | 1      |
| 6.    | Neuseeland          | 1    | 0      | 0      | 1      |
| 8.    | Argentinien         | 0    | 5      | 2      | 7      |
| 9.    | Südkorea            | 0    | 2      | 7      | 9      |
| 10.   | Italien             | 0    | 2      | 2      | 4      |
| 11.   | Deutschland         | 0    | 1      | 0      | 1      |
| 12.   | Volksrepublik China | 0    | 0      | 1      | 1      |
| 12.   | Ecuador             | 0    | 0      | 1      | 1      |
| 12.   | Portugal            | 0    | 0      | 1      | 1      |